# Budiš
Budiš (Hongaars: Turócborkút) is een Slowaakse gemeente in de regio Žilina, en maakt deel uit van het district Turčianske Teplice.
Budiš telt 213 inwoners.